# Rohenice
Rohenice (en allemand : Klein Rohenitz) est une commune du district de Rychnov nad Kněžnou, dans la région de Hradec Králové, en République tchèque. Sa population s'élevait à 297 habitants en 2023.

## Géographie
Rohenice se trouve à 10 km au sud-ouest de Nové Město nad Metují, à 24 km au nord-ouest de Rychnov nad Kněžnou, à 19 km au nord-est de Hradec Králové et à 117 km à l'est-nord-est de Prague.
La commune est limitée par Slavětín nad Metují au nord, par Bohuslavice à l'est, par České Meziříčí au sud, et par Jasenná à l'ouest.

## Histoire
La première mention écrite de la localité date de 1356.

## Galerie

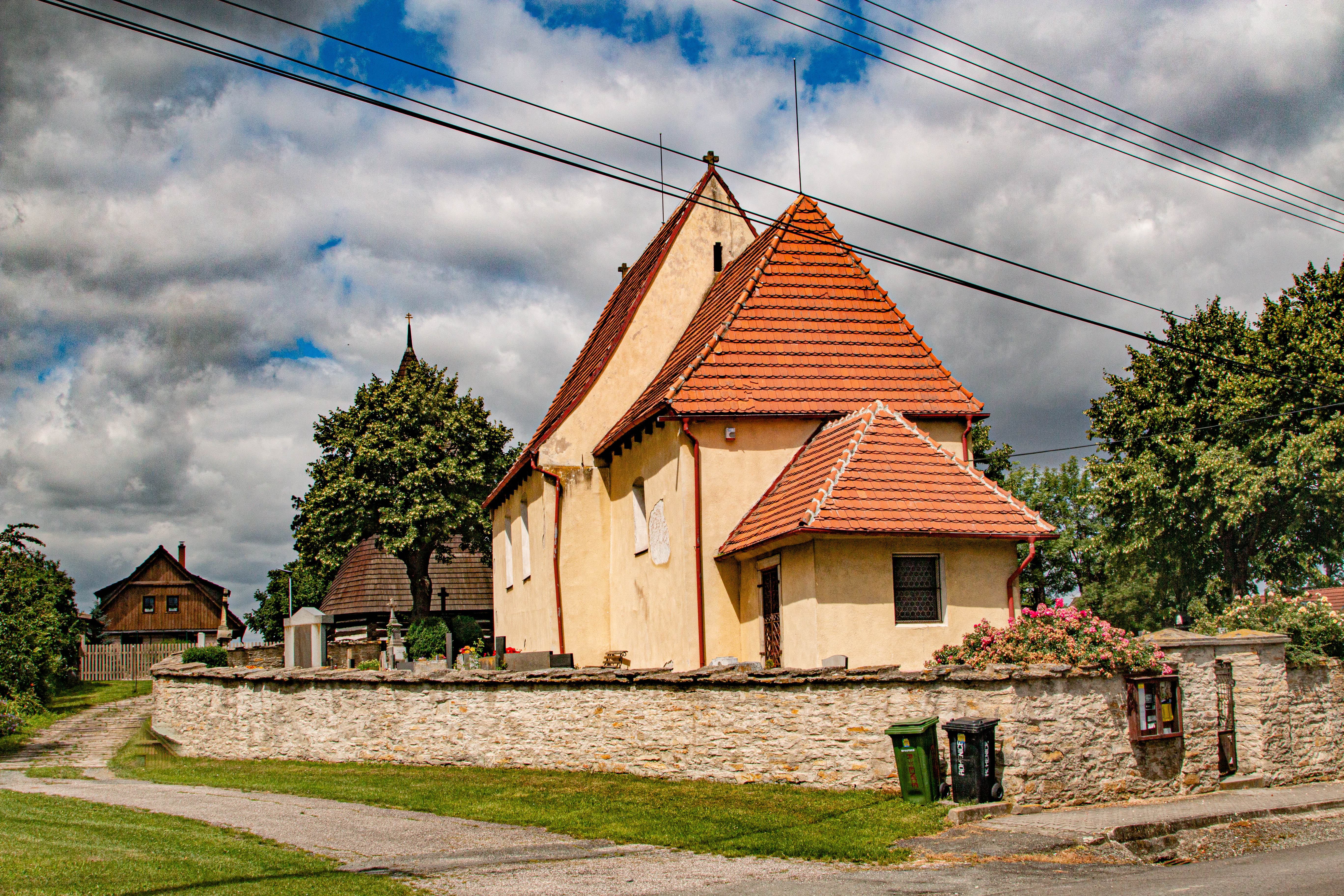
Église Saint-Jean-Baptiste.
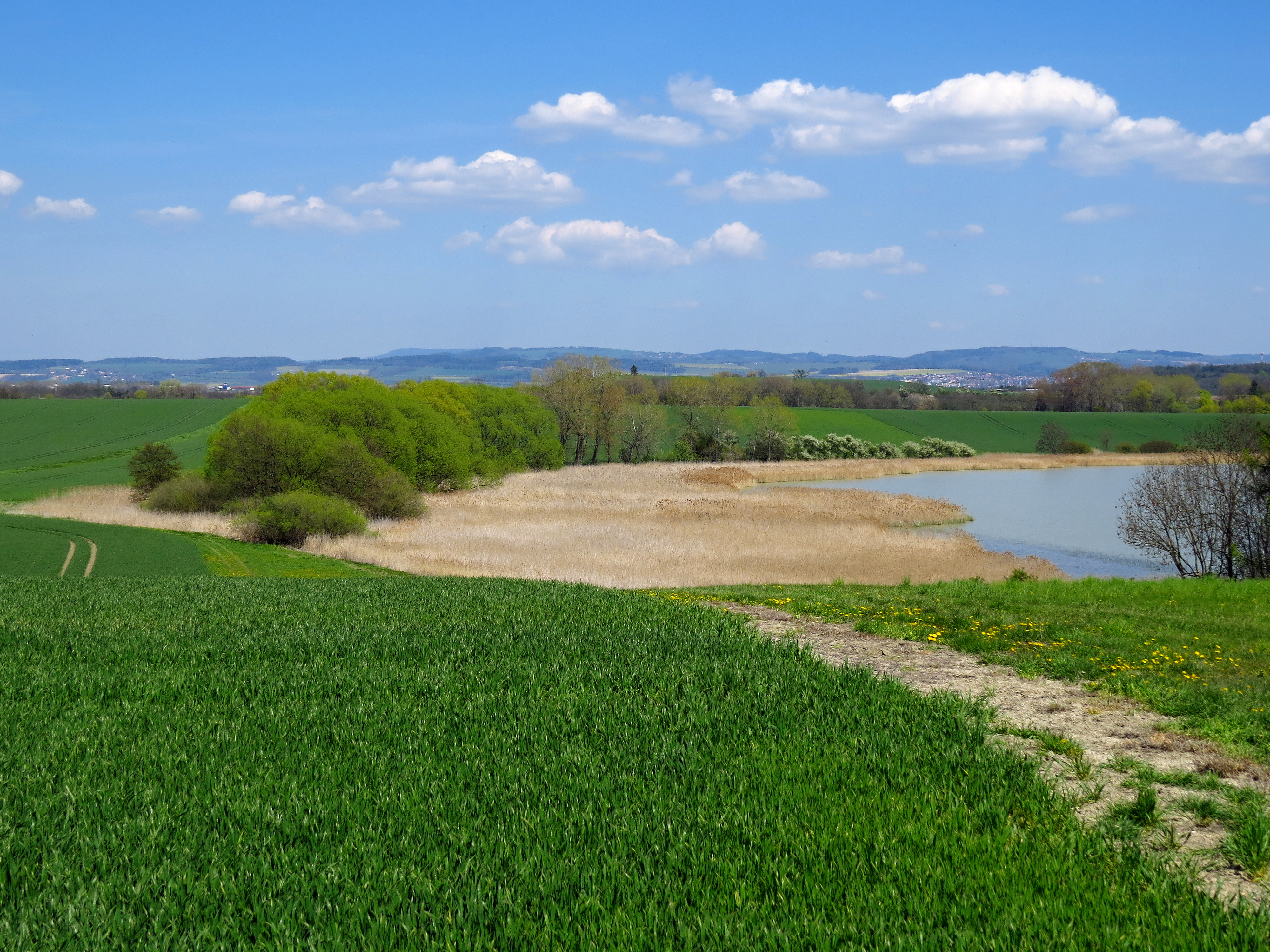
Étang Tuří.

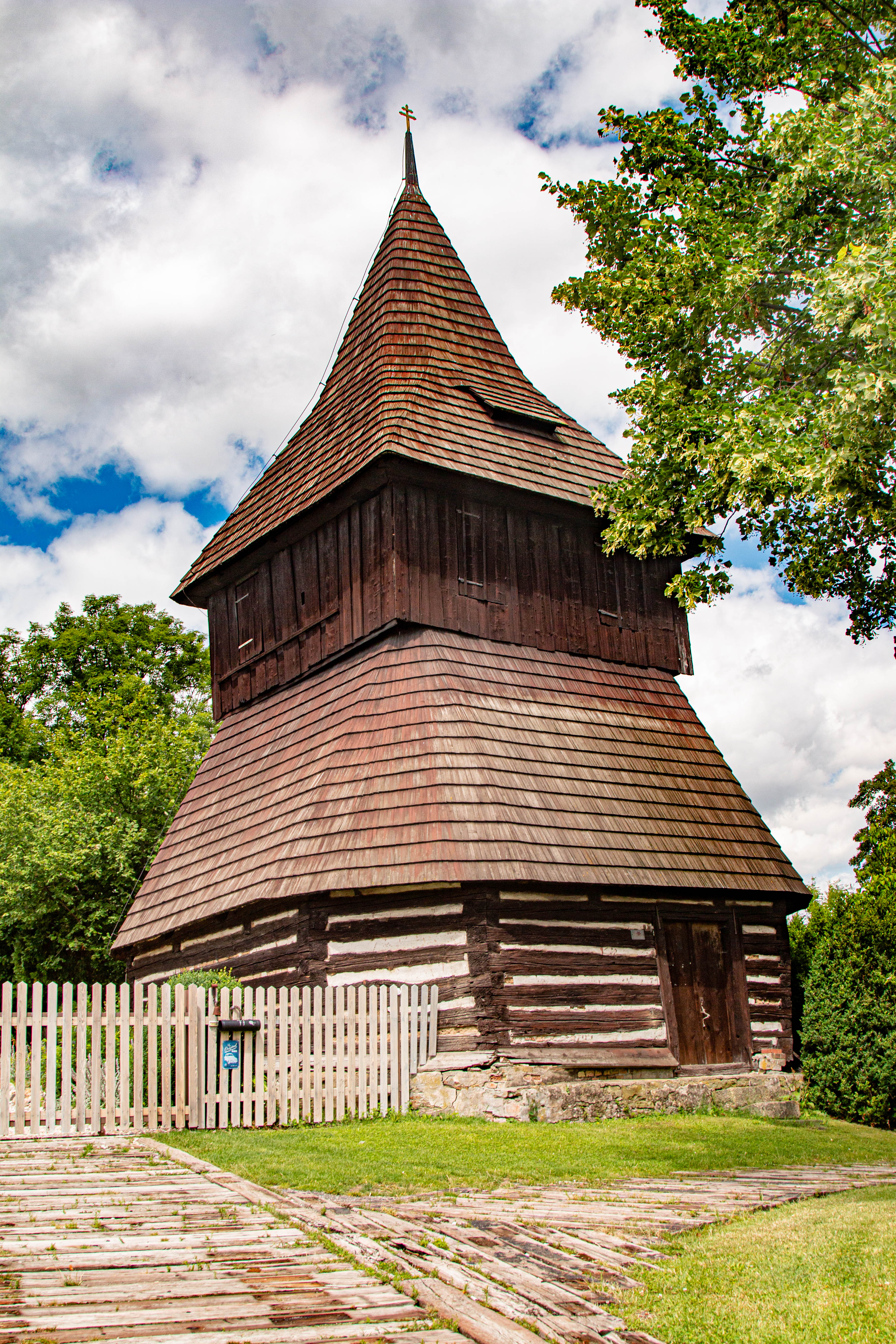
Clocher en bois.

## Transports
Par la route, Rohenice se trouve à 12 km de Nové Město nad Metují, à 20 km de Náchod, à 20 km de Hradec Králové, à 29 km de Rychnov nad Kněžnou et à 140 km de Prague.